# Berengeria
Berengeria is een geslacht van wantsen uit de familie van de Reduviidae (Roofwantsen). Het geslacht werd voor het eerst wetenschappelijk beschreven door Gil-Santana & Coletto-Silva in 2005.

## Soorten
Het genus is monotypisch en bevat alleen de volgende soort:

- Berengeria rafaeli Gil-Santana & Coletto-Silva, 2005